# 諾基亞Lumia 635
諾基亞Lumia 635(英文:Nokia Lumia 635)是諾基亞在2014年6月所推出的一款智慧型手機。